# Esibizioni radiodiffuse dei Rush
Le esibizioni radiodiffuse dei Rush comprendono alcune storiche esibizioni dal vivo del gruppo musicale canadese Rush, che al tempo della loro esecuzione sono state trasmesse da emittenti radiofoniche. Tali registrazioni - di buona o ottima qualità audio - sono state in seguito diffuse come bootleg e poi pubblicate come veri e propri album da piccole case discografiche indipendenti, e non sono quindi inclusi nella discografia ufficiale del gruppo. Le registrazioni sono suddivise in 5 album: ABC 1974, The Lady Gone Electric, Ohio 1975, Spirit of the Airwaves e Dreaming Out Loud e riguardano vari momenti della carriera del gruppo.

## Formazione
- Geddy Lee – basso elettrico, voce, tastiere, bass pedals, chitarra elettrica
- Alex Lifeson – chitarra elettrica, chitarra acustica, bass pedals, cori
- Neil Peart – batteria, percussioni

## ABC 1974
ABC 1974 è un album live del 2011 che raccoglie la registrazione dell'intera esibizione da headliner dello show svolto presso l'Agora Ballroom di Cleveland del 26 agosto 1974,  nell'ambito del primo tour del gruppo; il concerto è stato trasmesso dalla emittente locale WMMS; si tratta della prima trasmissione radiofonica di una esibizione dei Rush.
Prima della pubblicazione la registrazione circolava sotto forma di bootleg prevalentemente con il titolo The Fifth Order of Angels.
La registrazione include alcuni brani originali rimasti inediti (Fancy Dancer e Garden Road), una cover di Larry Williams (Bad Boy) e alcuni brani al tempo ancora inediti e che saranno pubblicati nel successivo album del gruppo, Fly by Night (Best I Can, In the End). Il disco, pubblicato sia in versione CD che in vinile, contiene come tracce bonus 3 brani registrati nella medesima location ad un anno di distanza, il 7 aprile 1975 durante il tour di supporto a Fly by Night e provenienti dallo stesso album.

### Tracce
1. Finding My Way - 5:07
2. Best I Can - 3:06 (Lee)
3. Need Some Love - 3:21
4. In the End - 6:13
5. Fancy Dancer - 3:54
6. In the Mood - 3:18 (Lee)
7. Bad Boy - 5:37 (Williams)
8. Here Again - 7:53
9. Working Man / Assolo di batteria - 12:07
10. What You're Doing - 4:26
11. Garden Road - 3:03
12. Anthem - 4:21 (Lee/Lifeson/Peart) (traccia bonus)
13. Beneath, Between & Behind - 3:06 (Lifeson/Peart)  (traccia bonus)
14. Fly by Night - 2:46 (Lee/Peart) (traccia bonus)

Tutti i brani scritti da Geddy Lee e Alex Lifeson salvo dove diversamente indicato

## The Lady Gone Electric
The Lady Gone Electric è un album live del 2015 che raccoglie la registrazione dell'intera esibizione dello show svolto presso gli Electric Ladyland Studios di New York del 22 dicembre 1974,  tappa eseguita nella parte terminale del Rush Tour. Lo show, suonato negli studi newyorchesi di fronte ad un pubblico ristretto di circa una decina di persone, fu mandato in onda da una emittente locale circa due settimane dopo l'esibizione, pochi giorni prima della pubblicazione del secondo album del gruppo, Fly by Night.
Prima della pubblicazione la registrazione circolava sotto forma di bootleg prevalentemente con il titolo By-Tor 74.
La registrazione include la cover di Bad Boy, brano di Larry Williams ripreso anche dai Beatles,  e alcuni brani inediti che saranno pubblicati nel successivo album del gruppo, Fly by Night: Best I Can, Anthem e Fly by Night. Come tracce bonus nel disco sono incluse le registrazioni del 16 ottobre 1974 tratte dal primo show televisivo statunitense al quale partecipò la band: il Don Kirshner's Rock Concert (Best I Can, In the Mood e Finding My Way). Il disco è disponibile in formato CD e vinile.

### Tracce
1. Finding My Way - 5:19
2. Best I Can - 3:11 (Lee)
3. In the Mood - 3:42 (Lee)
4. Anthem - 4:36 (Lee/Lifeson/Peart)
5. Need Some Love - 3:30
6. Fly by Night - 3:20 (Lee/Peart)
7. Here Again - 9:17
8. Bad Boy - 6:36 (Williams)
9. Working Man / Assolo di batteria - 12:22
10. Best I Can - 2:58 (Lee) (traccia bonus)
11. In the Mood - 3:20 (Lee) (traccia bonus)
12. Finding My Way - 4:34 (traccia bonus)

Tutti i brani scritti da Geddy Lee e Alex Lifeson salvo dove diversamente indicato

## Ohio 1975
Ohio 1975 è un album live del 2015 che presenta la registrazione dell'intera esibizione dello show da headliner svolto presso l'Agora Ballroom di Cleveland del 7 aprile 1975,  durante il Fly by Night Tour; il concerto è stato trasmesso dalla emittente locale di Cleveland WMMS. Il disco, disponibile esclusivamente in formato CD, è commercializzato con questo titolo in Europa dalla Good Ship Funke, mentre negli Stati Uniti è distribuito da Laser Media dal febbraio 2016 con il titolo Beneath, Between and Behind: F.M. Broadcast 1975.
La registrazione include vari estratti dai primi due album del gruppo e la cover di Bad Boy, brano di Larry Williams ripreso anche dai Beatles.
Prima della pubblicazione la registrazione circolava sotto forma di bootleg prevalentemente con il titolo Juvenile Delinquents.

### Tracce
1. Finding My Way - 4:54
2. Best I Can - 3:17 (Lee)
3. What You're Doing - 5:21
4. Anthem - 4:22 (Lee/Lifeson/Peart)
5. Beneath, Between & Behind - 3:06 (Lifeson/Peart)
6. In the End - 6:42
7. Fly by Night - 2:47 (Lee/Peart)
8. Working Man / Assolo di batteria - 13:38
9. In the Mood - 2:55 (Lee)
10. Need Some Love - 3:03
11. Bad Boy - 5:19 (Williams)

Tutti i brani scritti da Geddy Lee e Alex Lifeson salvo dove diversamente indicato

## Spirit of the Airwaves
The Spirit of the Airwaves è un album live del 2014, pubblicato sia in versione CD che in vinile, che raccoglie la registrazione di parte dello show svolto presso il Kiel Auditorium di Saint Louis del 13 febbraio 1980,  durante il Permanent Waves Tour. Il concerto è stato trasmesso dalla emittente locale DC-101.
La registrazione include estratti da ogni album pubblicato fino a quel momento dai Rush, dove alcuni dei brani più datati sono presentati in un medley che culmina con l'assolo di batteria.
Prima della pubblicazione la registrazione circolava sotto forma di bootleg prevalentemente con il titolo The Spirit of St. Louis.

### Tracce
1. 2112 – 14:51
2. By-Tor & the Snow Dog - 5:14
3. Xanadu - 12:17
4. The Spirit of Radio - 5:19
5. Natural Science - 8:24
6. Beneath, Between & Behind - 2:29 (Lifeson/Peart)
7. Working Man - 3:30 (Lee/Lifeson)
8. Finding My Way - 0:23 (Lee/Lifeson)
9. Anthem - 1:40
10. Bastille Day - 1:28
11. In the Mood - 2:39 (Lee)
12. Assolo di batteria - 5:11
13. La Villa Strangiato - 9:51

Tutti i brani scritti da Geddy Lee, Alex Lifeson e Neil Peart salvo dove diversamente indicato

## Dreaming Out Loud
Dreaming Out Loud è un album live del 2021, pubblicato in versione doppio CD, che documenta il concerto svolto presso il Dane County Coliseum di Madison del 2 aprile 1994, nel corso del Counterparts Tour. Il concerto è stato trasmesso alla radio da una emittente locale. Prima della pubblicazione la registrazione circolava sotto forma di bootleg prevalentemente con il titolo Nuts and Bolts.
La registrazione include tutti i pezzi presentati durante il tour promozionale di Counterparts, compresa Bravado la cui registrazione proviene però da qualche altra esibizione del medesimo tour, dato che il brano era stato introdotto nella set list solo a partire dalla data del 20 aprile e non era peraltro posizionato alla fine dello show, ma eseguito tra Limelight e Mystic Rhythms.

### Tracce

#### Disco 1
1. Thus Spake Zarathustra - 1:34 (Strauss)
2. Dreamline - 5:03
3. The Spirit of Radio - 4:55
4. The Analog Kid - 6:07
5. Cold Fire - 4:30
6. Time Stand Still - 5:40
7. Nobody's Hero - 5:04
8. Roll the Bones - 6:09
9. Animate - 7:28
10. Stick It Out - 5:14
11. Double Agent - 5:00

#### Disco 2
1. Limelight - 4:37
2. Mystic Rhythms - 6:04
3. Closer to the Heart - 5:37 (Lee-Lifeson/Peart-Talbot)
4. Show Don't Tell - 5:20
5. Leave That Thing Alone - 6:12 (Lee-Lifeson)
6. The Rhythm Method - 7:22 (Peart)
7. The Trees - 5:18
8. Xanadu - 6:37
9. Hemispheres (Prelude) - 4:16
10. Tom Sawyer - 5:12 (Lee-Lifeson/Peart-Dubois)
11. Force Ten - 4:49 (Lee-Lifeson/Peart-Dubois)
12. YYZ/Cygnus X-1 - 5:01
13. Bravado - 6:33

Tutti i brani scritti da Geddy Lee, Alex Lifeson e Neil Peart salvo dove diversamente indicato